# Giovanni Lanza
Domenico Giovanni Giuseppe Maria Lanza (15 de febrero de 1810-9 de marzo de 1882) fue un político italiano, octavo Primer Ministro de Italia entre 1869 y 1873.

## Biografía
Lanza nació en la ciudad piamontesa de Casale Monferrato. Estudió Medicina en Turín, capital del Reino de Cerdeña, para luego regresar a Casale donde dividió su tiempo en el ejercicio de la medicina y en el desarrollo de un emprendimiento rural cerca de Roncaglia. Estudió y escribió sobre  avances en la agricultura tanto en aspectos prácticos como sociales. Lanza fue una de las primeras personas en Monferrato en introducir equipamiento de acero modernos para la agricultura, y se involucró en la educación agrícola, en especial, de niños pobres para ayudarlos.
Comenzó su carrera política en la Associazione Agraria Subalpina, una sociedad agrícola, que le permitió involucrarse en cuestiones sociales, y en la causa de la reunificación italiana. Su primer cargo político fue en el parlamento del Piamonte.
Después de la "Revolución Parlamentaria" del 18 de marzo de 1876 , en la que cayó el gabinete de Minghetti y ascendió a la presidencia del Consejo el nuevo jefe de la izquierda, Agostino Depretis , Lanza decidió dedicarse sobre todo a tareas administrativas en su país natal. Casale Monferrato , comprometiéndose con la prohibición de la propagación de los arrozales y la salud pública. Desde 1878 fue también presidente de la Asociación Constitucional, nacida con el objetivo de defender las instituciones estatutarias; su última comparecencia en el Parlamento tuvo lugar en 1882 , durante la discusión de la nueva ley administrativa y municipal. Giovanni Lanza finalmente murió en Roma el 9 de marzo de 1882., en una modesta habitación del hotel " New York ", a los 72 años: al vicario de San Lorenzo en Lucina , quien le instó a retractarse de las ofensas contra la Iglesia a punto de morir, el moribundo ni siquiera responder.
El cuerpo de Lanza fue enterrado en el cementerio de su ciudad natal de Casale Monferrato .